# Parasenecio pilgerianus
Parasenecio pilgerianus là một loài thực vật có hoa trong họ Cúc. Loài này được (Diels) Y.L.Chen mô tả khoa học đầu tiên.